# Koetshuis Pijnenburg
Het koetshuis van Pijnenburg is een beschermd rijksmonument aan de Biltseweg bij Lage Vuursche, in de provincie Utrecht.
Het koetshuis staat aan het begin van de oprijlaan naar het landhuis Pijnenburg. De luiken en deuren hebben de Pijnenburger kleuren rood, groen en wit. Het koetshuis werd in 1917 gebouwd in Engelse cottage-stijl door de Haagsche architect Kramer in opdracht van E.H.D. Insinger. Het koetshuis heeft een met riet bekleed schilddak. De twee vleugels omsluiten een poort met een deur die toegang geeft tot het koetshuis. Aan weerskanten van de deur een smal rechthoekig venster. De rechtervleugel werd tot 1968 gebruikt als paardenstal. Sindsdien wordt het gebouw als woning gebruikt.